# Orlando Fagnani
Orlando Fagnani (Campinas, 1922 - 1977) foi um pianista, compositor e professor campineiro. Premiado pelo Conservatório Dramático e Musical de São Paulo, apresentou-se no Brasil e no exterior (América do Sul, Estados Unidos e Canadá), sempre destacando os repertórios brasileiros. Entre suas obras, estão peças para piano, violão, música de câmara e cantatas.

## Formação musical
Natural de Campinas/SP, iniciou seus estudos ao piano com apenas 5 anos de idade. Na adolescência, mudou-se para São Paulo para dar continuidade aos estudos e aperfeiçoar-se. Estudou com professores de renome, tais como o pianista José Kliass, o maestro Agostinho Cantú, o maestro e compositor João Sépe e o compositor Furio Franceschini. Estudou também História com Mário de Andrade.
Orlando fez seu primeiro recital formal aos 14 anos de idade, apresentando-se no Clube Semanal de Cultura Artística, em Campinas. Em 1941, aos 19 anos de idade, teve seu primeiro reconhecimento público, sendo laureado com distinção e louvor pelo Conservatório Dramático e Musical de São Paulo. Cinco anos mais tarde, Orlando escreve suas primeiras composições, iniciando sua trajetória como compositor.

## Carreira profissional
Entre 1941 e 1949, Orlando realiza recitais no interior de São Paulo e em diversas capitais brasileiras quando, então, inicia sua carreira internacional. Em 1950, realiza a primeira turnê pela América do Sul, em missão cultural do governo paulista. Nos recitais em Montevidéu, Buenos Aires e Santiago, deu destaque a repertórios brasileiros, pelo que recebeu elogios da crítica especializada.
Em 1961, realizou turnê pela América do Norte, com recitais nos Estados Unidos e no Canadá. À época, foi agraciado com diversos prêmios e homenagens, entre elas o reconhecimento pela Associação de Ópera Wagneriana, de Buenos Aires, e pelo musicólogo Francisco Curt Lange, em Montevidéu. Também teve seu nome incluído no Dicionário Bio-Bibliográfico de Músicos, por Letícia Pagano.
Durante muitos anos, Fagnani formou duo com a cantora lírica Niza de Castro Tank. Juntos realizaram mais de cinquenta recitais em cidades brasileiras.
Atuou por mais de 20 anos (1954-1977) como professor de piano e órgão no Conservatório Carlos Gomes de Campinas. Em parceria com a flautista, jornalista e pedagoga Léa Ziggiatti, diretora da instituição, e incentivado por ela, compôs peças voltadas para o público infanto-juvenil. Juntos, escreveram o Hino dos Cursos Infantis do Conservatório, além da Cantata da Primavera e da Cantata de Natal.

## Obras
Destacam-se algumas de suas obras:
- Cantata de Natal (coral infantil e orquestra de câmara)
- Cantata da Primavera (coral infantil e orquestra de câmara)
- Mini-prelúdio nº1 (piano; ed. Irmãos Vitale)
- Mini-prelúdio nº2 (piano)
- Prelúdio nº3 (piano; ed. Irmãos Vitale)
- Prelúdio nº4 (piano; ed. Irmãos Vitale)
- Ponteio (piano; ed. Irmãos Vitale)
- Insistência (violão; ed. Ricordi)
- Crepúsculo (violino e piano)
- Rapsódia do Amor Maior (barítono e octeto)